# 道明寺站
道明寺站（日语：／ Dōmyōji eki */?）是一個位於日本大阪府藤井寺市道明寺三丁目，屬於近畿日本鐵道（近鐵）南大阪線的鐵路車站。南大阪線的車站編號為F15，道明寺線為N15。

## 車站構造
島式、側式複合型2面3線的地面車站。

### 月台配置
| 月台 | 路線     | 方向 | 目的地                               |
| ---- | -------- | ---- | ------------------------------------ |
| 1    | 道明寺線 | -    | 往柏原                               |
| 2    | 南大阪線 | 下行 | 古市、河內長野、橿原神宮前、吉野方向 |
| 3    | 南大阪線 | 上行 | 往大阪阿部野橋                       |

## 使用情況
近年1日上下車人次的調查結果如下表。
- 2018年11月13日：6,643人
- 2015年11月10日：6,345人
- 2012年11月13日：6,847人
- 2010年11月9日：7,071人
- 2008年11月18日：7,458人
- 2005年11月8日：7,623人

## 相鄰車站
近畿日本鐵道
 南大阪線
■急行、■區間急行
通過
■準急、■普通
土師之里（F14）－道明寺（F15）－古市（F16）
- 至1974年為止，此站與古市站之間設有譽田八幡站。

 道明寺線（所有列車各站停車）
道明寺（N15）－柏原南口（N16）

## 外部連結
- 道明寺 - 近畿日本鐵道